# جيمس جون توماس
جيمس جون توماس (بالإنجليزية: James John Thomas)‏ هو سياسي أمريكي وبريطاني، ولد في 1868 في المملكة المتحدة، وتوفي في 6 أغسطس 1947. حزبياً، نشط في الحزب الجمهوري.